# Château de Lussan
 (novembre 2023).
Si vous disposez d'ouvrages ou d'articles de référence ou si vous connaissez des sites web de qualité traitant du thème abordé ici, merci de compléter l'article en donnant les références utiles à sa vérifiabilité et en les liant à la section « Notes et références ».
Le château de Lussan situé à l'entrée de la ville haute de Lussan était la résidence des seigneurs de Lussan, village du nord du département français du Gard. Il est classé aux monuments historiques en 1985.

## Historique
Résidence des Audiberts Seigneurs de Lussan,
Trois châteaux témoignent de l'évolution:
- Le château du Verger dont il ne reste plus aujourd'hui que des traces et qui aux alentours du XIIe siècle a dû s'insérer dans le dispositif de fortifications et de remparts édifiés par les seigneurs.
- Le château que nous avons actuellement, édifié à la fin du XVe siècle, plus adapté à des conditions de défense et d'habitation qui avaient tout de même évolué en plus de deux siècles. Il a eu la chance de demeurer pratiquement intact, n'ayant jamais été sérieusement menace et attaqué, même si Lussan au cours de son histoire a connu alertes et tumultes. Sans doute avait-il un aspect assez dissuasif par sa situation, le fort de Lussan étant à ces époques plus difficile d'accès que de nos jours. Il sert  aujourd'hui de mairie.
- Le château de Fan, édifié au carrefour des routes de la Lussanenque, a été construit peu après sur le même modèle que celui du fort avec quatre tours d'angle.

## Caractéristiques
Le château abrite aujourd'hui des services municipaux et se caractérise par un clocher en campanile sur l'une de ses tours d'angle.